# أركايد فاير
أركاد فاير (arcade fire) فرقة موسيقية كندية مختصة في موسيقى إيندي روك .

## معرض صور

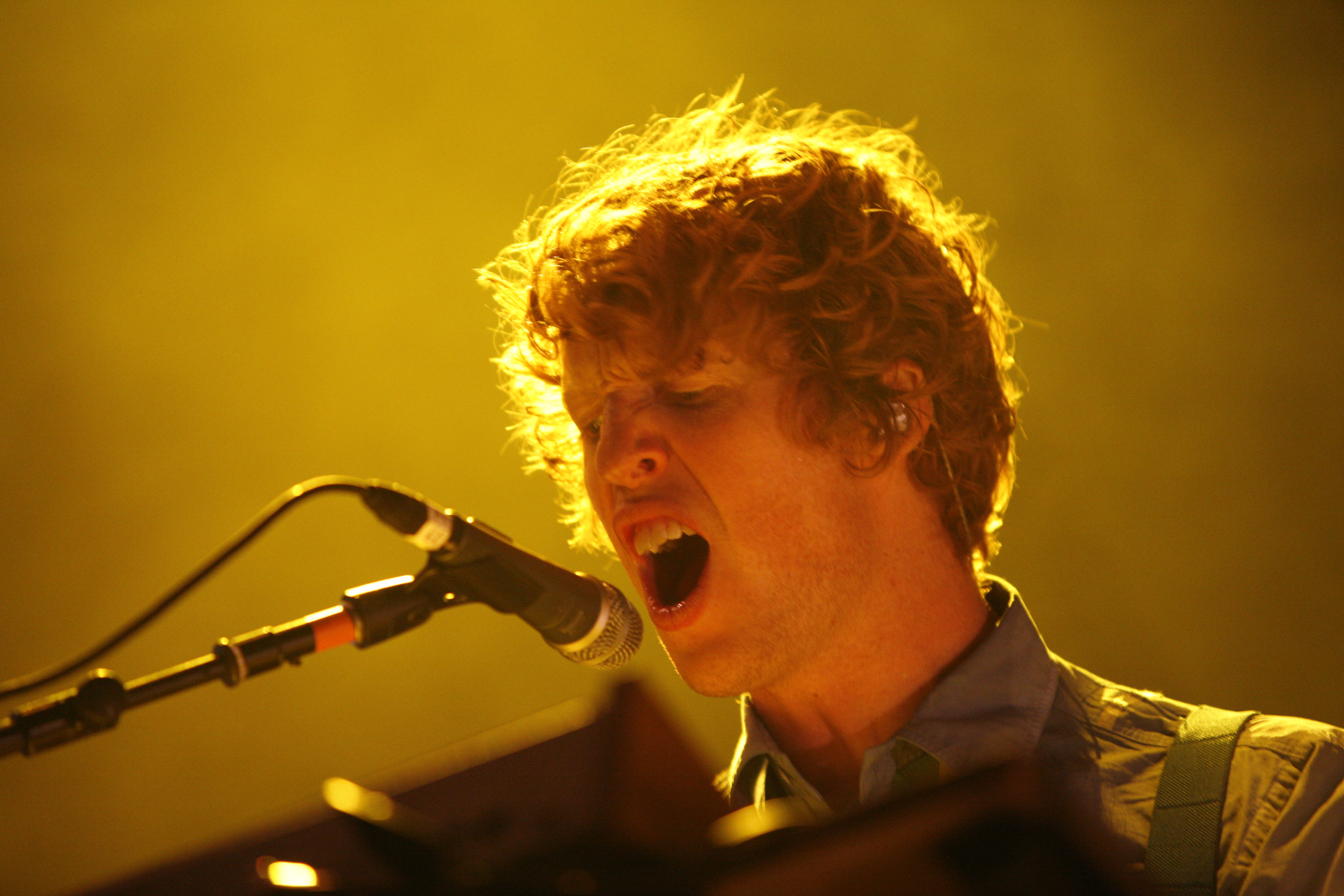
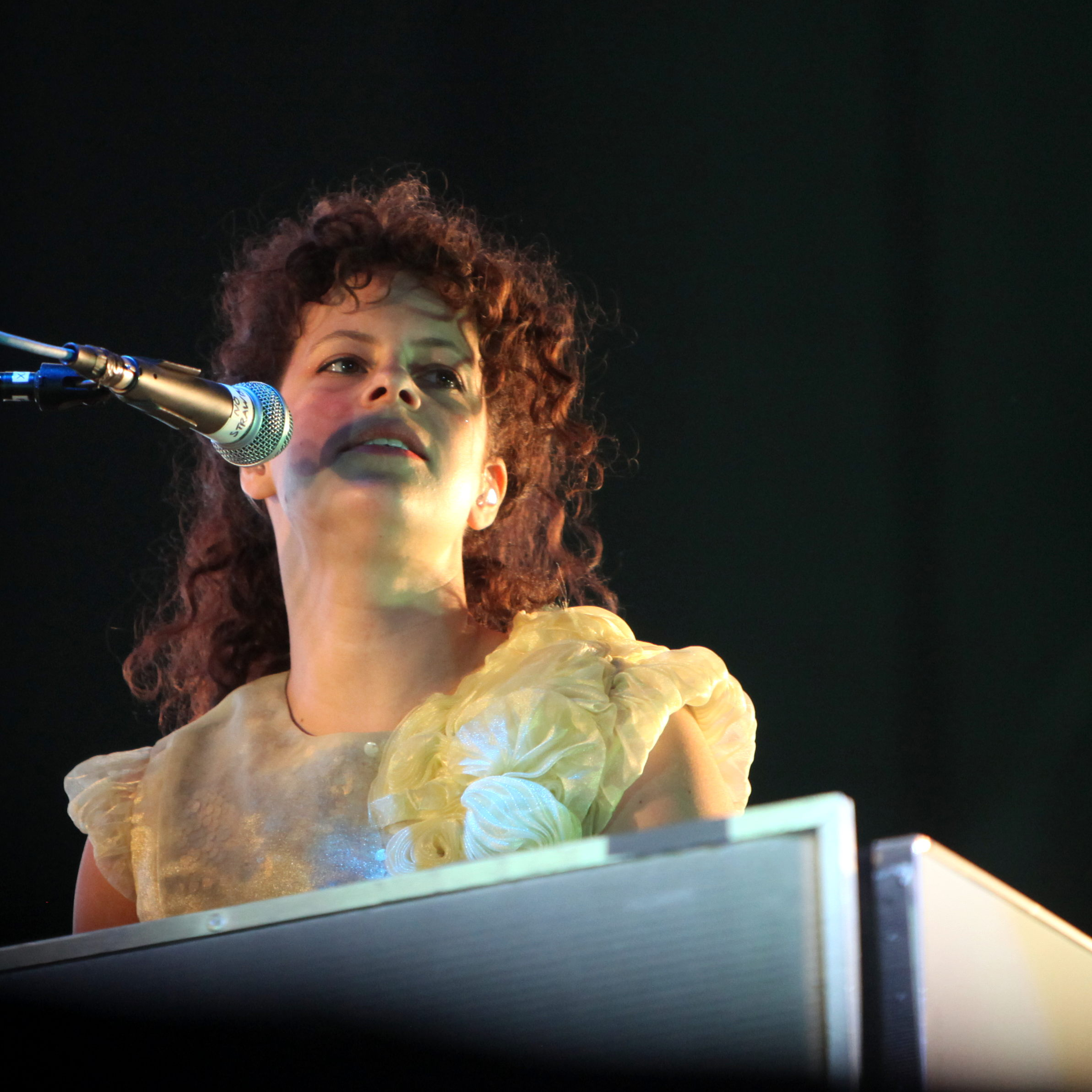
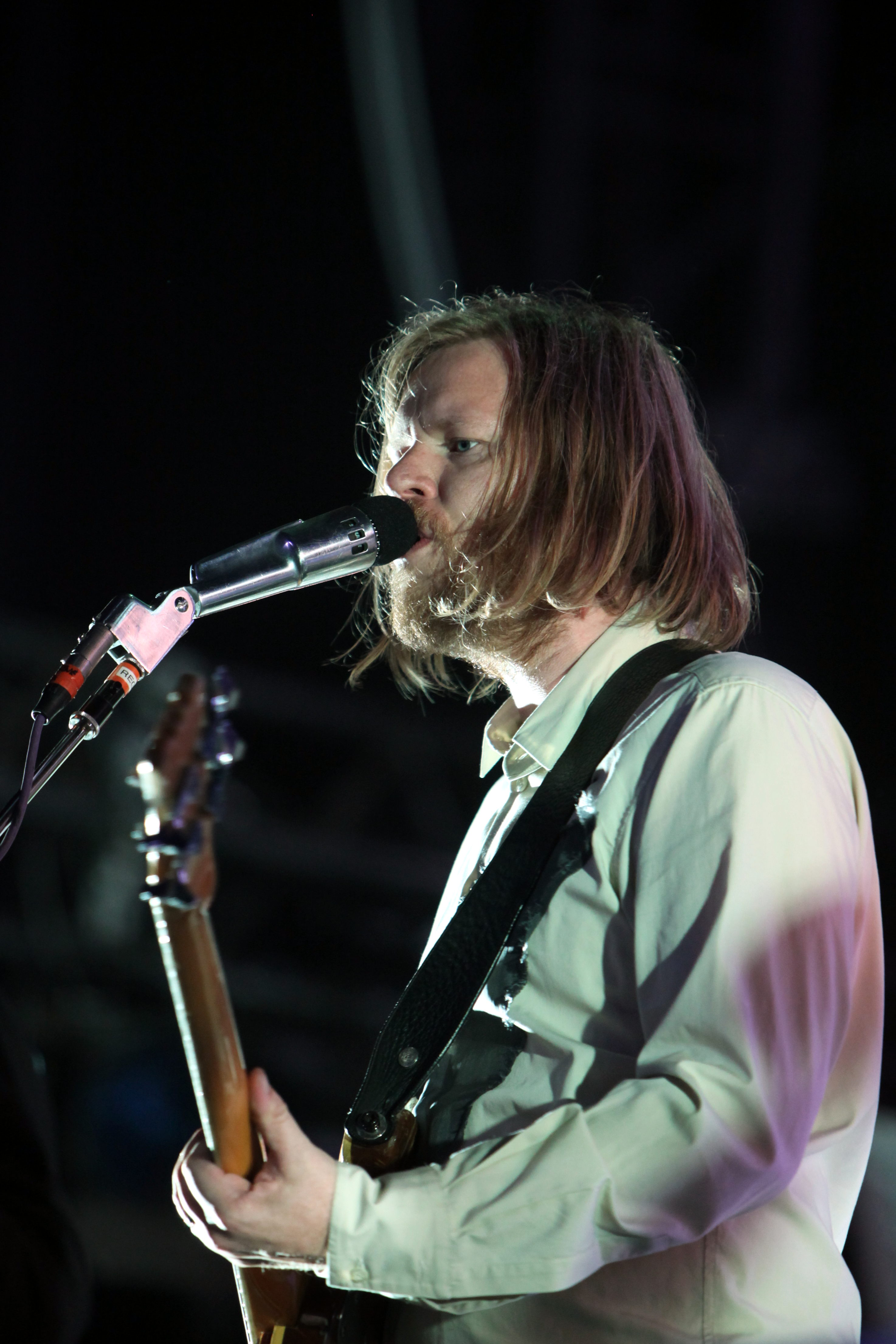
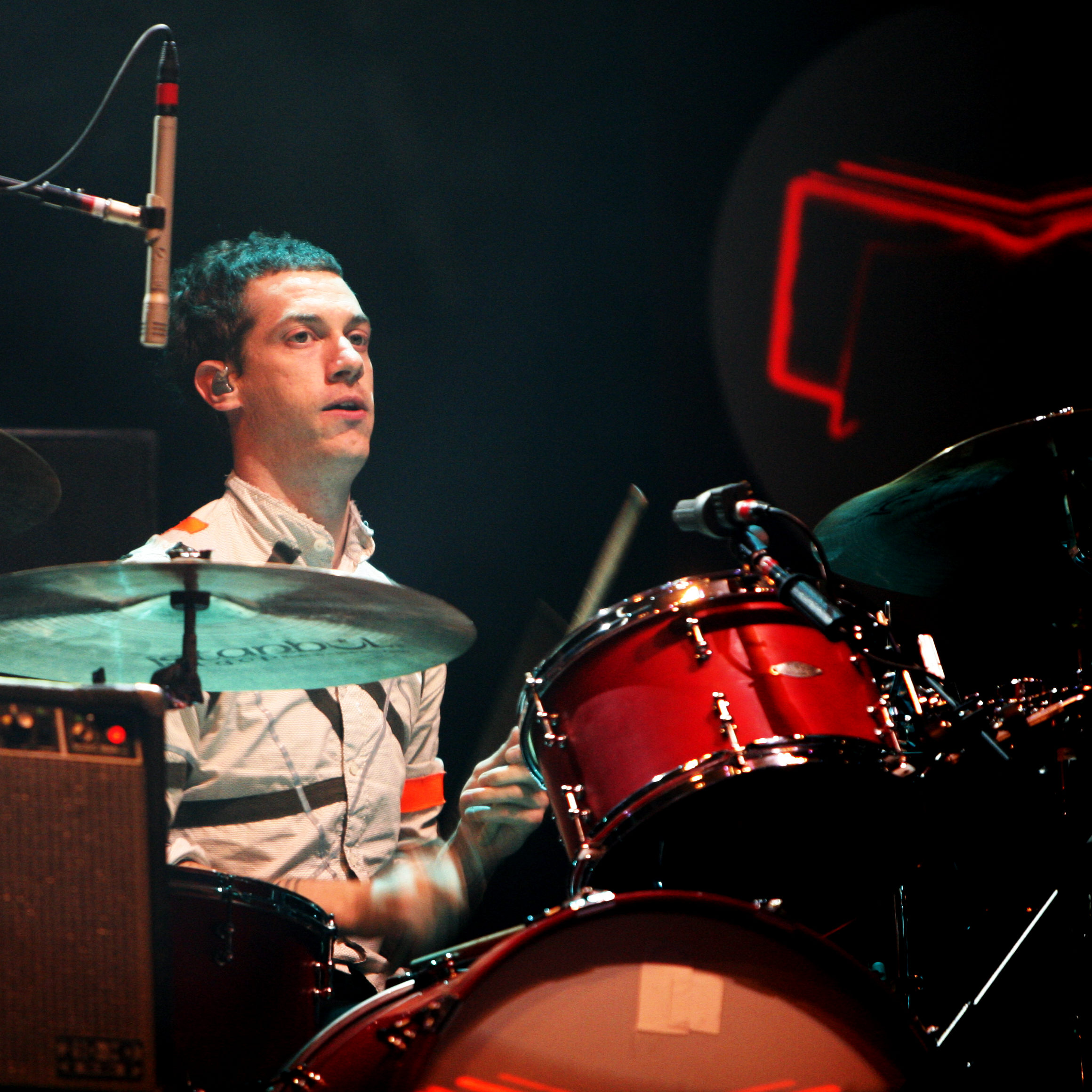
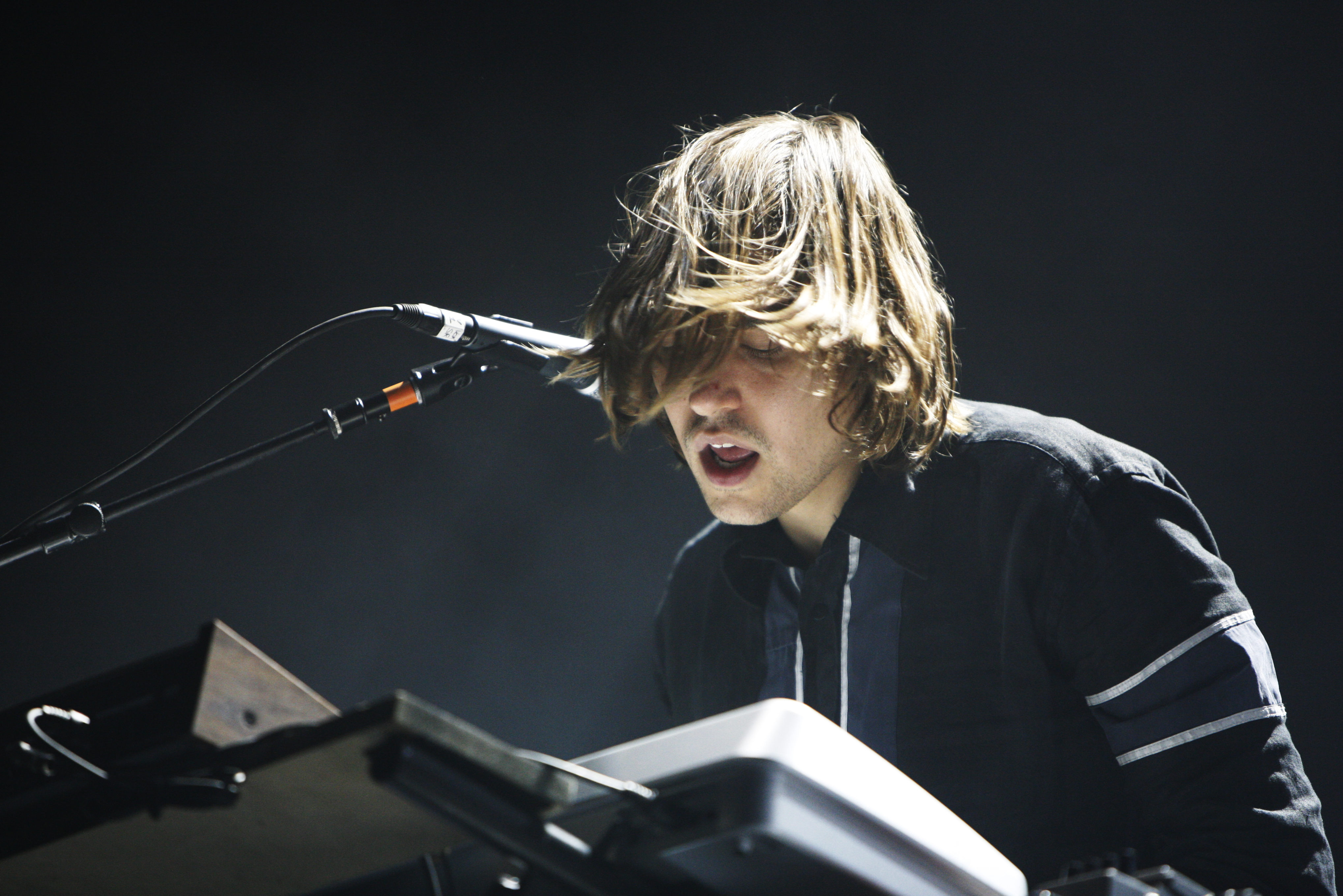
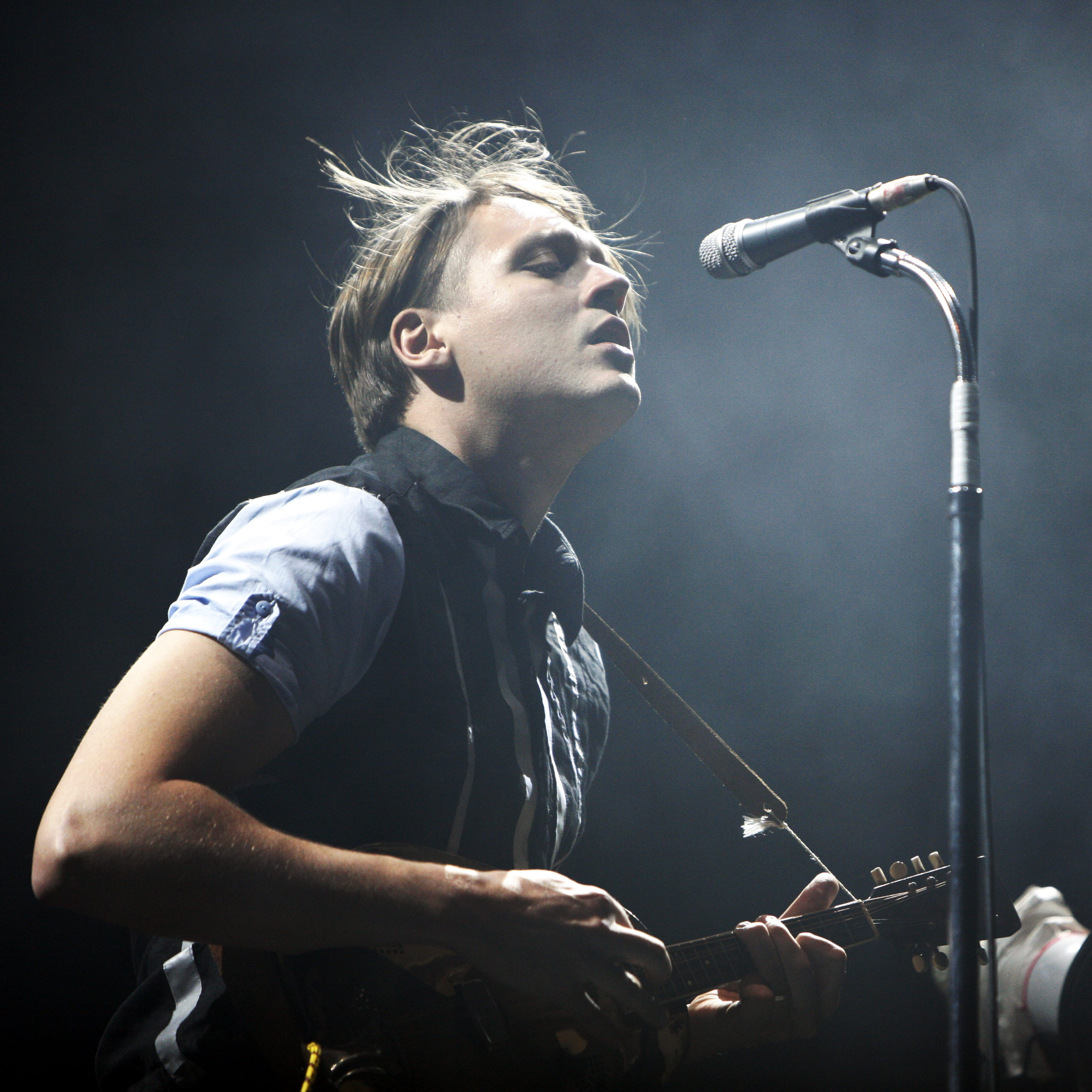

## روابط خارجية
- أركايد فاير على موقع IMDb (الإنجليزية)
- أركايد فاير على موقع ميوزك برينز (الإنجليزية)
- أركايد فاير على موقع رولينغ ستون (الإنجليزية)
- أركايد فاير على موقع أول ميوزيك (الإنجليزية)
- أركايد فاير على موقع ديسكوغز (الإنجليزية)